# 二人っ子政策
二人っ子政策（ふたりっこせいさく、two-child policy）とは、一夫婦につき二人の子供までしか許可しない産児制限政策、または最初の二児にのみ政府補助金を給付する政策。

## 東アジア

### イギリス領香港
イギリス領香港では、優生学連盟が1936年に設立され、1950年に香港の家族計画協会となった。この団体は現在でも、香港の一般市民に家族計画のアドバイス、性教育、避妊サービスを提供している。1970年代、人口の急増に伴い教育を通じて出生率を低下させる「Two is Enough（二人で十分）」キャンペーンを開始した。

## 西アジア

### イラン
イラン当局は、1990年代初頭から2006年後半にかけてイランで家族計画を実施する際に、イランの家族に2人以上の子供を持たないように奨励した。家族計画が開始されたとき、イランの保健省は全国的なキャンペーンを開始し、避妊薬（ピル、コンドーム、IUD、インプラント、卵管結紮術など）を導入した。2006年以降、アフマディネジャドがイランの既存の政策である「2人の子供で十分」の逆転を求めたときに政府の人口管理政策が変更され、2012年の後半にアヤトラハメネイは、「イランの避妊政策は20年前に理にかなっていたが後年の継続は間違っていた。科学的および専門家の研究は、避妊政策が継続されれば、人口の高齢化と（人口の）減少に直面することを示している。」と述べた。

## アフリカ

### エジプト
エジプトは人口爆発と過密に直面しているため、カイロ市は2017年に「Two is Enough」と呼ばれる家族計画キャンペーンを開始し、エジプトの家族に2人以下の子供を持たせるよう促進した。2021年4月までに、プログラムは853,643人の女性を家族計画クリニックへ誘致した。